# ヒプノトーン
ヒプノトーン（Hypnotone）は、イギリスのテクノバンド。1989年、マンチェスターにて結成。1990年にクリエイション・レコードからデビュー。メンバーはトニー・マーティン(Tony Martin)、マーティン・ミットラー(Martin Mittler)等。808ステイトのCreed時代の作品（主に、1989年発表のセカンドアルバム『Quadrastate』など）に影響を受けたと思われるクラブ・ミュージックサウンドに、おたく的な音楽的雰囲気、世界観を表現する独特なマッドチェスター・ハウス・サウンドが特徴。日本では電気グルーヴのデビューアルバム『FLASH PAPA』のプロデューサーを手掛けたことで有名。Creation Recordsからアルバム、シングルを二枚、1992年には自身のレーベルFirst Love Recordsに移籍し、シングル2枚をリリースした後、活動を終了している。

## ディスコグラフィー
- Hypnotone （1989年）Creation Records アルバム
- Dream Beam （1990年） シングル
- Ai （1991年） アルバム
- Hypnotonic （1991年） シングル
- Be Good To Me （1992年）First Love Records シングル
- Deep Inside My Mind （1993年）シングル